# Assedio di Verrua (1625)
L'assedio di Verrua del 1625 fu l'episodio decisivo di un'invasione spagnola del Piemonte avvenuta durante la guerra di Valtellina, nel contesto della guerra dei trent'anni.

## Antefatti
Nel 1620, approfittando di torbidi religiosi, gli spagnoli occuparono la Valtellina cattolica, togliendola ai Grigioni protestanti. Carlo Emanuele, non accettando una dominazione spagnola della Valtellina e dei passi alpini, intervenne nel conflitto contro la Spagna e dalla parte dei Grigioni, entrando in lega (7 febbraio 1623) con Francia e Venezia. Nel 1625, le truppe franco-sabaude invasero la Liguria attaccando la Repubblica di Genova, alleata della Spagna, ma furono respinte anche grazie al soccorso portato dal duca di Feria, governatore di Milano, che invase il Piemonte. Il duca di Feria trovò però sul suo cammino, a sbarrargli l'avanzata, la rocca di Verrua.

## Svolgimento
Carlo Emanuele fece costruire tra Crescentino e Verrua un ponte sul Po, con due teste che ne difendevano gli accessi, nonché un trincerone che partendo dalla testa del ponte cingeva le pendici del poggio dove sorge Verrua. Restaurò l'antica muraglia del sobborgo e spinse un'opera avanzata a riparo dell'angolo rientrante tra il trincerone e la testa di ponte. Fece erigere una batteria sulla piazza della Chiesa e un'altra nel Castel vecchio. Infine raccolse il suo esercito sulla riva sinistra, in un campo trincerato presso Crescentino. Gli spagnoli costruirono una grande trinciera semicircolare che circondava l'intero sito, con cammino coperto, e disposero nei luoghi più adatti fortini, opere avanzate e batterie.
Dal 9 agosto ebbe inizio l'assedio. Gli spagnoli cercarono di conquistare Verrua utilizzando zappe, mine, batterie, assalti scoperti e di sorpresa. Ma i ducali, venendo prontamente riforniti di uomini e munizioni dal campo di Crescentino, ne impedivano i progressi con sortite, opponendo lavori a lavori, armi ad armi, controbatterie e contromine; in uno di questi scontri, il principe di Piemonte fu ferito in volto. Il Duca di Feria cercò di distrarre Carlo Emanuele dal campo di Crescentino, inviando uomini nel Canavese. Carlo Emanuele, tuttavia, si limitò a fortificare i guadi della Dora e a mandare 500 cavalli a Verolengo.
Allora gli spagnoli assalirono il ponte, ma furono respinti. Vi riprovarono, affondando due battelli, ma ancora senza successo. Ad un certo punto il ponte fu rotto dal Po, gonfiatosi, ma gli spagnoli non ne approfittarono e fu ristabilito. Una batteria eretta dagli spagnoli doveva distruggerlo, ma essa fu presa in una sortita all'arma bianca. I minatori spagnoli, sotto una delle torri del sobborgo, incontrarono i piemontesi, i quali diedero fuoco a una contromina che li seppellì ma aprì il muro, riparato la notte seguente dopo esser stato difeso da tre assalti di tedeschi.
I ripetuti assalti e respingimenti seminarono le rupi di Verrua di armi frantumate, cadaveri, proiettili e macerie; il 15 novembre il Duca di Feria, avendo avuto oltre 10.000 perdite, decise di sciogliere l'assedio e ritirarsi. A ricordo del combattimento fu posta un'iscrizione e Verrua guadagnò l'appellativo di "exigua et celeberrima". Per compensarli dei danni subiti e premiarli della loro fedeltà, Carlo Emanuele esentò gli abitanti di Verrua da qualunque carico pubblico per 20 anni.

## Conseguenze
Fallita l'invasione spagnola del Piemonte, Carlo Emanuele progettava l'invasione sabauda della Lombardia. Tuttavia, abbandonò questi piani per il mancato appoggio francese. La pace di Monzón del 1626 chiuse il conflitto ristabilendo in Valtellina la sovranità dei Grigioni, garantendo ampia autonomia e in particolare che il culto praticato nel territorio valtellinese sarebbe rimasto quello cattolico.